# Haimbachia floridalis
Haimbachia floridalis é uma espécie de mariposa pertencente à família Crambidae. Foi descrita pela primeira vez por Capps em 1965. Há registos da sua ocorrência na América do Norte, nomeadamente na Flórida.
Tem uma envergadura de cerca de 18 mm. Os insetos adultos, com asas, são observados de março a abril.